# Квестор
Квесторска магистратура се помиње још од доба краљева, а на почетку Републике конзули су их бирали као своје помоћнике. У почетку је био по један квестор, а од 447. године п. н. е. бирани су у народној (трибунској) скупштини. Од 267. п. н. е. бирана су по четири квестора да би пред крај Републике било бирано по 20, па чак и 40, који су замењивали конзуле и преторе у разним областима државног апарата. Управљали су државном благајном, водили књиге прихода и расхода, пратили конзуле у ратним походима, управљали војном благајном, поделом и продајом ратног плена и такође водили државну архиву. Постојало је ограничење за ову магистратуру, и износило је најмање 29 година старости.